# Le Tour de France dans les Pyrénées
Le Tour de France dans les Pyrénées, parfois surnommée La Grande Boucle, est une sculpture monumentale réalisée par Jean-Bernard Métais et installée sur l'aire des Pyrénées de l'autoroute A 64 à Ger en France,,. Elle représente une ascension (possiblement celle du col du Tourmalet) remportée par le coureur maillot jaune devant sept autres coureurs. Elle a été réalisée en 1995-1996 ; elle mesure 18 mètres de haut pour 30 mètres de large.

## Le9ecoureur
Un neuvième coureur, le seul à être « en danseuse », a également été réalisé par Jean-Bernard Métais : il est exposé à l'année à Gerde sauf en période de Tour de France où il est présenté au Tourmalet à proximité du buste de Jacques Goddet et de plaque à la mémoire de Jean-Raoul Paul. Il est fréquemment surnommé « Octave » en hommage à Octave Lapize, le premier coureur à franchir le col sur le Tour en 1910. Le Géant mesure 3 m de haut pour une longueur de 2,40 m et pèse 350 kg ; il a été inauguré au Tourmalet le 26 juin 1999 en présence de Bernard Hinault, Jean-François Pescheux et Jean-Marie Leblanc.